# Gran Premi de la vila de Nogent-sur-Oise
El Gran Premi de la vila de Nogent-sur-Oise és una competició ciclista d'un dia que es disputa a Nogent-sur-Oise (Alts de França). La primera edició data del 1945, i des del 2005 ha format part del calendari de l'UCI Europa Tour de manera intermitent.

## Palmarès

### Fins al 1995
| - 1945: Cadet - 1946: Van Lerbergue - 1947: Lacour - 1948: Bordinat - 1949: Pieters - 1950: Decroix - 1951: Leitchmann - 1952: Brachet - 1953: André Hantutte - 1954: Gaillart - 1955: Bernard Viot - 1956: Robert Trafert - 1957: Jean Hoffman - 1958: Robert Trafert - 1959: Daniel Dhieux - 1960: Guy Claud - 1961: José Saura | - 1962: Jean-Paul Caffi - 1963: Bernard Launois - 1964: Laurence Byers - 1965: Henri Hiddinga - 1966: Claude Guyot - 1967: Dominique Dussez - 1968: Giovanni Fusco - 1969: Joël Grandsir - 1970: Jean-Pierre Loth - 1971: Joël Girard - 1972: Thierry Grandsir - 1973: Gérard Auguet - 1974: Thierry Grandsir - 1975: Éric Lalouette - 1976: André Fosse - 1977: Yves Daniel - 1978: Éric Lalouette | - 1979: Gérard Aviegne - 1980: André Fosse - 1981: Michel Duffour - 1982: Bernard Stoerssel - 1983: Gilles Benichon - 1984: Thierry Lefèvre - 1985: Jean-Luc Carer - 1986: Leigh Chapman - 1987: Yannick Foirest - 1988: Marc Ricaux - 1989: Jean-Claude Andrieux - 1990: Eddy Seigneur - 1991: Jean-Sebastien Mizzi - 1992: Jean-Christophe Rogert - 1993: Michel Dubreuil - 1994: Jean-Jacques Moros - 1995: Jean-Michel Tilloy |

### A partir del 1996
| Any  | Vencedor                            | Segon                               | Tercer                              |
| ---- | ----------------------------------- | ----------------------------------- | ----------------------------------- |
| 1996 | Arnaud Auguste                      | Reynald Bos                         | David Millar                        |
| 1997 | Samuel Renaux                       | Franck Tognini                      | Vincent Klaes                       |
| 1998 | Mickaël Leveau                      | Mickaël Fouliard                    | Erwan Jan                           |
| 1999 | Arturas Trumpauskas                 | Loïc Vasseur                        | Mickaël Fouliard                    |
| 2000 | Sébastien Six                       | Cédric Loué                         | Shinichi Fukushima                  |
| 2001 | Philippe Vereecke                   | Christophe Stevens                  | David Drieux                        |
| 2002 | Pascal Carlot                       | Tony Cavet                          | Alexandre Sabalin                   |
| 2003 | Marc Chanoine                       | Steven De Champs                    | Paul Redenbach                      |
| 2004 | Kilian Patour                       | Sébastien Minard                    | Vladimir Koev                       |
| 2005 | Tristan Valentin                    | Médéric Clain                       | Samuel Gicquel                      |
| 2006 | Jos Pronk                           | Fredrik Johansson                   | Piotr Chmielewski                   |
| 2007 | Mateusz Mróz                        | Martin Mortensen                    | Ivan Seledkov                       |
| 2008 | Evaldas Šiškevicius                 | Cyril Bessy                         | Andrius Buividas                    |
| 2009 | Martin Pedersen                     | Alexis Bodiot                       | Erki Pütsep                         |
| 2010 | Vytautas Kaupas                     | Alexander Mironov                   | Dimitry Samokhvalov                 |
| 2011 | Aleksei Tsatévitx                   | Barry Markus                        | Ioannis Tamouridis                  |
| 2012 | Ígor Bóiev                          | Alexis Bodiot                       | Steve Schets                        |
| 2013 | Alexander Kamp                      | Alexis Bodiot                       | Jérôme Baugnies                     |
| 2014 | Clément Penven                      | Quentin Pacher                      | François Lamiraud                   |
| 2015 | Robin Stenuit                       | Andrea Pasqualon                    | Kevyn Ista                          |
| 2016 | Guillaume Gaboriaud                 | Étienne Fabre                       | Clément Russo                       |
| 2017 | Jordan Levasseur                    | Dimitri Peyskens                    | Benoît Jarrier                      |
| 2018 | Julien Antomarchi                   | Mickaël Guichard                    | Florent Pereira                     |
| 2019 | Emiel Vermeulen                     | Maxime Urruty                       | Samuel Leroux                       |
| 2020 | suspesa per la pandèmia de COVID-19 | suspesa per la pandèmia de COVID-19 | suspesa per la pandèmia de COVID-19 |
| 2021 | Karl Patrick Lauk                   | Morne van Niekerk                   | Mickaël Guichard                    |
| 2022 | Alexandar Richardson                | Baptiste Veistroffer                | Maxime Dransart                     |
| 2023 | No disputada                        | No disputada                        | No disputada                        |
| 2024 | Justin Ducret                       | Yacine Hamza                        | Ronan Augé                          |